# 357 Ninina
357 Ninina eller A893 CB är en stor asteroid i huvudbältet, som upptäcktes 11 februari 1893 av den franske astronomen Auguste Charlois. Ursprunget till namnet är okänt.
Asteroiden har en diameter på ungefär 124 kilometer.